# Little Britain
Little Britain és una comèdia d'esquetxos anglesa, que va començar per primera vegada a la ràdio de la BBC i després es va convertir en un programa de televisió. Va ser escrit pel duet còmic David Walliams i Matt Lucas. El títol del programa és una fusió dels termes Little England i Gran Bretanya, i és també el nom d'un barri d'arquitectura Victoriana i d'un modern carrer de Londres.
El programa mostra esquetxos de paròdies exagerades de la població britànica en tots els àmbits de la vida i en diferents situacions familiars per als britànics. Aquests esquetxos es presenten a l'espectador, juntament amb la narració, d'una manera que suggereix que el programa és una guia -dirigida a persones que no són britàniques- a les formes de vida de les diverses classes de la societat britànica. Tot i la descripció del narrador de grans institucions britàniques, la comèdia es deriva de l'autocrítica del públic britànic tant d'ells mateixos com de persones que pot conèixer qualsevol britànic.
S'ha fet una versió americana de la sèrie, amb els mateixos dos actors principals, titulada Little Britain USA creada el 2008. Aquesta sèrie s'emet a HBO als EUA, i també al Canadà a HBO Canadà i a The Comedy Network. La BBC l'emet al Regne Unit, i a Austràlia se n'encarrega de retransmetre-la Ten Network.
Molts dels personatges de la sèrie tenen les seves pròpies frases, sovint repetides. Molts han arribat a ser ben conegudes al Regne Unit, i el xou ha guanyat molts seguidors.
A Catalunya va emetre a la TV3 al 2011.

## Història

### Ràdio
Little Britain va començar com un programa de ràdio de la BBC Radio 4, produït per Ashley Blake.
Ràdio 4 va començar a tornar a emetre tots els nou episodis al febrer de 2004 (en què es va modificar lleugerament el contingut per adaptar-se al nou horari). Al mateix temps es fa una repetició a la ràdio digital del canal BBC 7 dels cinc primers episodis, que es va iniciar a mitjans de març. Al juny-juliol de 2004, la BBC 7 completa la retransmissió dels quatre restants.

### Sèrie de televisió

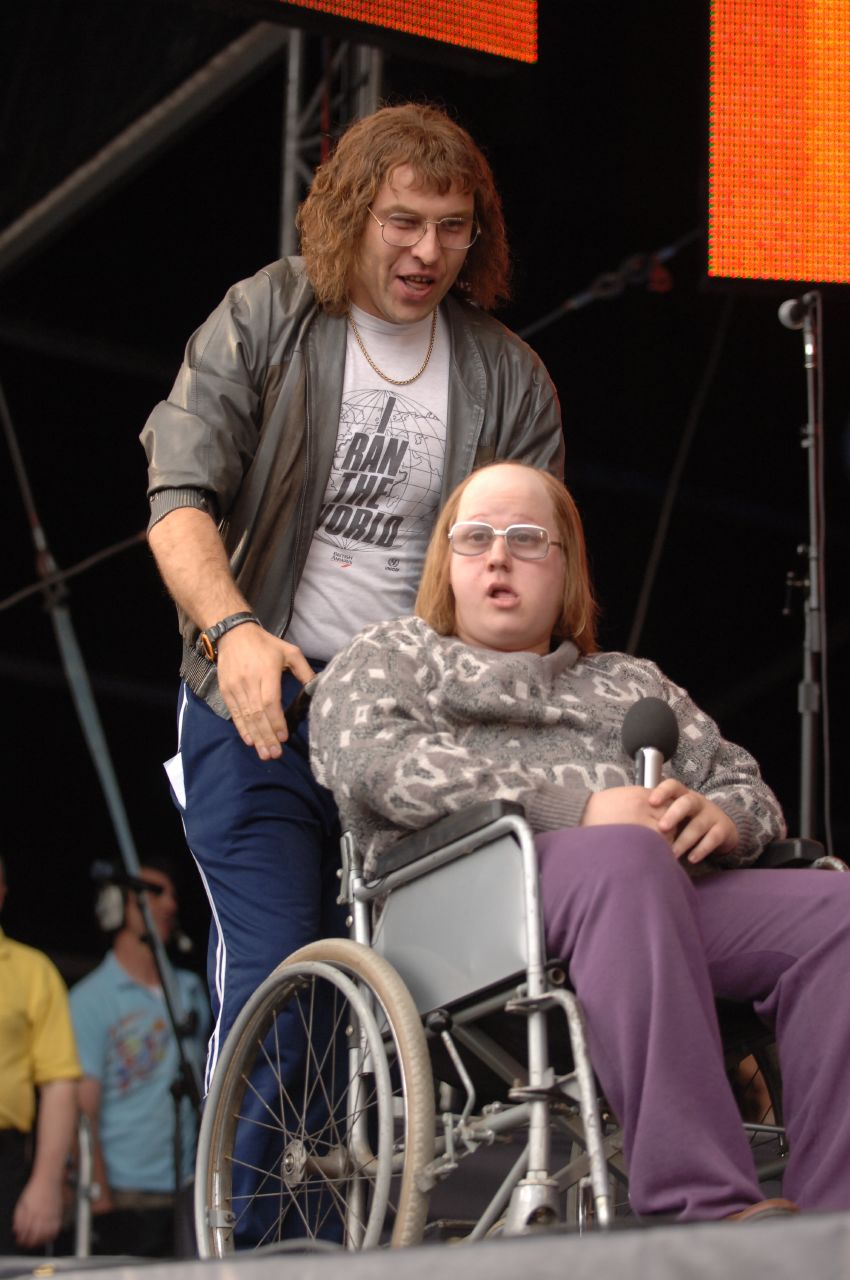
Lou Todd i Andy Pipkin, personatges principals de Little Britain.

Com altres programes de comèdia de la BBC (com Dead Ringers i The Mighty Boosh), Little Britain, va fer la transició de la ràdio a la televisió. Tots els episodis de la sèrie van ser filmats a Pinewood Studios. Gran part del material de televisió és una adaptació de la versió de ràdio, però amb més èmfasi en els personatges principals i en les frases.
Primera Temporada, 2003
Com a resultat del seu èxit, la primera temporada de televisió es va repetir al canal BBC Two. Encara que les reaccions van ser mixtes, molts crítics es van entusiasmar, i el xou va ser renovat per a una altra temporada. Paul W S va participar finalment en 5 episodis.
Segona Temporada, 2004
La segona temporada, amb diversos personatges nous, va començar a la BBC Tres el 19 d'octubre de 2004. A causa de la seva popularitat, les repeticions regulars, van passar-se a la BBC, a partir del 3 de desembre de 2004 que garantia qualificacions més altes. No obstant això, els episodis van ser editats per poder-se emetre per la BBC One, ja que el material era considerat massa ofensiu per l'audiència de la BBC.
Tercera Temporada, 2005
La tercera temporada es va iniciar el 17 de novembre de 2005, a la BBC One, i va acabar sis setmanes després. Després de la seva transmissió, no estava clar si hi hauria una altra temporada, ja que a molts esquetxos hi havia molts girs inesperats i "embolicats". En Lucas i en Walliams estaven en converses per una quarta temporada per la BBC. A més, van admetre en una entrevista que preferien "matar" certs personatges per tal de donar pas a altres de nous.
Little, Little Britain, 2005
L'any 2005, per recaptar fons per Comic Relief, Walliams i Lucas va fer una edició especial del programa, anomenat Little, Little Britain. L'episodi inclou una sèrie d'esquetxos amb celebritats com George Michael, Robbie Williams i Elton John. Va sortir en una edició limitada de DVD i també als Estats Units com Little, Little Britain a la versió de la regió 1 en DVD de Little Britain: Season 2.
Little Britain Abroad, 2006
Literalment "Little Britain a l'estranger". El 2006, van fer dos especials de Nadal. En cadascuna, els personatges de la sèrie ensenyen com visitar altres països.

### Little Britain Live
Degut a l'èxit de la sèrie de televisió, Lucas i Walliams van fer diferents espectacles basats en la seva sèrie.
Comic Relief Does Little Britain Live, 2007
Una versió especial en directe, amb aparicions de celebritats com ara Russell Brand i Dennis Waterman es va filmar el 2006 i va aparèixer el 2007 a la Comic Relief.

### Little Britain USA
El 2007, Matt Lucas i David Walliams, van anunciar que Little Britain ja no continuaria, però, fan una versió americana de la sèrie titulada Little Britain USA, que comptarà amb els dos personatges de la sèrie britànica, així com nous personatges americans. D'acord amb David Walliams, el nou espectacle és "efectivamente Little Britain, la quarta temporada". El programa va debutar al canal HBO el diumenge 28 de setembre de 2008, i la setmana següent a la BBC a la Gran Bretanya. També va començar a emetre's a The Comedy Network al Canadà el gener de 2010.

### Altres
Matt Lucas i Peter Kay, sota l'aparença dels seus personatges Andy Pipkin i Brian Potter, van tornar a gravar la cançó "I'm Gonna Be (500 Miles)" amb els seus creadors, The Proclaimers. Aquesta versió va ser llançada com un single benèfic per a la Comic Relief el 19 de març de 2007.
La sèrie de Rússia Nasha Rússia està inspirada en Little Britain (sense haver-ne comprat els drets).

## Episodis
Amb la sèrie acabada el desembre de 2006, els especials de caritat, i dos especials de Nadal, fan un total de 25 episodis fins ara. També hi ha hagut Little Britain Live show (xous en directe).

## Repartiment
Matt Lucas i David Walliams fan tots els personatges principals de la sèrie. Tom Baker narra i Paul Putner, Steve Furst, Sally Rogers, David Foxx, Samantha Power, Yuki Kushida i Stirling Gallacher apareixen regularment fent diversos personatges diferents.
Altres persones que hi participen regularment són: Anthony Head com el primer ministre, Ruth Jones com a Myfanwy, Charu Bala Chokshi com a Meera, i Joann Condon com a Fat Pat.

### Aparences
Des del seu debut a la televisió, Little Britain ha presentat a molts convidats que són celebritats i personalitats de la televisió i que interpretes personatges. Aquests inclouen Imelda Staunton com a cuidadora substituta de l'Andy, Rob Brydon com l'exmarit de Bubbles DeVere, Jamie Theakston com un vell amic del primer ministre, Dawn French com "la mare de la Shelly, Kate Moss com la germana de la Kate, Nigel Havers com el líder de l'oposició, Patricia Kane com una anciana de Llandewi Breffi, Peter Kay com el cunyat d'en Ting Tong Macadangdang, Ruth Madoc com a mare de Daffyd Thomas, Christian Coulson com un estudiant de teatre.
Molts també han aparegut com ells mateixos, incloent: Russell Brand, David Baddiel, Jennie Bond, Ronnie Corbett, Paul Daniels i Debbie McGee (escenes eliminades, que eren molt divertides segons els informes), Cat Deeley, Vanessa Feltz, Trisha Goddard, Keith Harris (en escenes eliminades Orville l'Ànec defeca sobre Matt Lucas), Elton John, Derek Martin, Paul McKenna, George Michael, Richard Madeley, Judy Finnigan, David Soul, Els McKeown, Mollie Sugden, Mark Morris i Robbie Williams.

## Crítiques
La segona i la tercera temporada han rebut crítiques centrades en el tractament a grups minoritaris i també per professors que indiquen que els nens que veuen el programa tendeixen a imitar el comportament dels personatges. Segons l'escriptor i periodista Owen Jones, el personatge de Vicky Pollard ha contribuït significativament a estendre els pitjors tòpics sobre les joves britàniques de classe treballadora, tot fomentant l'estereotip classista de mare soltera irresponsable, analfabeta i vulgar.
Els partidaris de la sèrie es defensen al·legant que Little Britain es basa en un humor políticament incorrecte, a la tradició de Monty Python, Bernard Manning, Curry and Chips i Benny Hill. Malgrat tot, els crítics defineixen les dues últimes temporades com a inferiors, basades principalment en bromes visuals, humor grotesc i frases fetes, en lloc dels elements surrealistes que caracteritzen la primera temporada.

## Personatges
- Lou Todd i Andy Pipkin (Walliams i Lucas): Andy fingeix necessitar una cadira de rodes per així poder tenir al seu servei un assistent personal per fer totes les seves tasques i treballar-hi. Lou és el seu amable i innocent amic, que creu que el "pobret Andy no pot fer res per si mateix". Normalment, quan Lou pregunta a Andy què és el que vol, Andy expressa el primer caprici que li passa pel cap, malgrat que és òbviament una ximpleria (per exemple: "Vull anar de vacances a Hèlsinki"). Lou insisteix que si n'està segur, i Andy insisteix en la seva resposta. Quan Lou satisfà el seu amic, l'Andy sempre canvia d'opinió a l'acte. D'altra banda, Andy és capaç d'exercici físic extrem quan li ve de gust, encara que sempre sense que la Lou ho sàpiga.
- Vicky Pollard (Lucas): Estereotip d'una "vulgar" adolescent i mare soltera (als rètols d'entrada se la veu amb un cotxet amb sis nadons). És un personatge a través del qual es pretén ridiculitzar la imatge de la paternitat adolescent. També ha tingut petits problemes amb la llei (petits robatoris, consum d'alcohol a pubs, etcètera).
- Daffyd Thomas (Lucas): Un homosexual que creu que és l'"únic gai del poble" (Llandewi Breffi, a Gal·les) i que constantment nega la presència d'altres gais, malgrat que el seu poble n'està ple. Té un esperit rebel que es vol revoltar davant l'opressió d'una societat homòfoba. Tot i això, la resta d'habitants del poble accepta la seva homosexualitat sense donar-li més importància i li presten tot el seu suport. És amic de Mifanwy, la propietària del pub local. La seva beguda preferida és Bacardí amb Coca-Cola.
- Bubbles DeVere (Lucas): Una dona obesa i nimfòmana que viu en un balneari i és perseguida per no pagar. Després, el balneari rep la visita del seu exmarit, amb Desiree (David Walliams), la seva nova, grossa i negra esposa, amb qui xoca immediatament.
- Marjorie Dawes (Lucas): És la líder del grup d'aprimament Fat Fighters (Comilons Anònims). Gaudeix insultant el grup, tot i ser ella obesa també (i amant de la xocolata i els pastissos, "I love cake, I like it, Love cake! Love cake!"). S'acarnissa especialment amb Meera, una assistent de l'Índia que no entén, malgrat que l'anglès de Meera és bo, i Pat, una dona especialment obesa.
- Edward 'Emily' Howard (Walliams): Travesti que intenta convèncer tothom que és una dona, vestida al més pur estil victorià. El personatge està caracteritzat per l'ús puntual d'una barba frondosa, pel seu ús "refinat" de paraules franceses i perquè en un moment determinat dels esquetxos es veu obligat a mostrar algun tret de masculinitat evident, com la veu greu o l'ús del bany per a homes. A partir de la segona sèrie, és acompanyada per la també bigotuda Florence (Lucas).
- Sebastian Love (Walliams): Assistent del primer ministre, Michael Stevens, de qui està profundament enamorat, per descontent d'aquest. Es mostra gelós davant de qualsevol persona que s'acosti al primer ministre, siguin caps d'Estat, altres assistents o la seva dona. A partir de la quarta temporada, es converteix en primer ministre.
- Anne y el Dr.Lawrence (Walliams i Lucas): El Dr. Lawrence és el psiquiatre que tracta Anne, hospitalitzada per trastorn mental a temps parcial. Anne té freqüents esclats "de bogeria" i també moments de lucidesa ocasionals, principalment quan parla per telèfon. El Dr. Lawrence sempre mostra el seu orgull i satisfacció pels suposats avenços en el tractament d'Anne malgrat el seu comportament. Té una obsessió per un altre psiquiatre, visitant del Dr. Lawrence i també per l'escatologia.
- Harvey Pincher (Walliams): Home d'alt estatus social que aviat es casarà i encara beu llet materna, per estupefacció de la família de la seva núvia.

## Temporades en català
| Temporada | Episodis | Temporada en català al 3XL  | Temporada en català al 3XL |
| Temporada | Episodis | Començament de la Temporada | Final de la Temporada      |
| --------- | -------- | --------------------------- | -------------------------- |
| 1         | 8        | 21 de maig de 2011          | 9 de juliol de 2011        |
| 2         | 10       | 16 de juliol de 2011        | 17 de setembre de 2011     |
| 3         | 9        | 24 de setembre de 2011      | 3 de desembre de 2011      |